# Virtua Cop 2
Virtua Cop 2 es un juego de arcade con pistola de luz, lanzado en 1995 y desarrollado internamente en Sega por su estudio AM2. Fue portado a sistemas domésticos en Sega Saturn en 1996. Se lanzó en PC en 1997 y en Sega Dreamcast en 2000. Posteriormente se incluyó con Virtua Cop en Virtua Cop: Elite Edition para PlayStation 2 en 2002.
Este juego fue conocido como Virtua Squad 2 para el lanzamiento de PC en Norteamérica.
El juego fue sucedido por Virtua Cop 3.

## Jugabilidad
El juego presenta tres niveles a través de los cuales el movimiento del jugador se automatiza en un camino predeterminado. Sin embargo, a diferencia del primer Virtua Cop, en ciertos puntos el jugador elige su ruta entre dos opciones posibles. Es tarea del jugador disparar a los criminales que aparecen antes de que se acabe el tiempo y ellos responden, mientras se cuidan de no disparar a ningún espectador inocente. En el camino hay varios objetos en el fondo que pueden romperse si se disparan, algunos de los cuales revelarán poderes después. Al igual que con el primer Virtua Cop, los jugadores ganan puntos extra por "tiros de justicia", lo que significa disparar la mano de un enemigo para desarmarlos sin matarlos. Al derrotar constantemente a los enemigos sin recibir golpes ni disparar rehenes, el jugador aumenta el multiplicador que se aplica cada vez que gana puntos. Al final de cada nivel hay una batalla de jefes, así como una batalla de jefes final después de que se hayan completado los tres niveles.
Un simulador de entrenamiento de combate, el "Campo de pruebas", simula una variedad de situaciones que ponen en peligro la vida. Cada etapa del Campo de pruebas está diseñada para simular un entorno urbano hostil lleno de enemigos. El objetivo de cada etapa es atacar a la multitud de matones mientras cazan y eliminan al jugador rival.

## Personajes
- Michael Hardy (Rage) - Dos años más tarde, este policía creció con su compañero, James Cools y una policía recién llegada, Janet Marshall. Él podría hacerlo mejor que nadie, incluyendo su trabajo de medio tiempo y su entrenamiento de deberes. Se sabe que es un empate rápido cuando las cosas se ponen bajo fuego. Rage es un personaje completo en el juego.
- James Cools (Smarty) - Al igual que su compañero, Michael, que trabajó del mismo lado para el bien y él, esto no le impide golpear a algunos malos. Aunque Rage es más rápido en el sorteo en un tiroteo, se sabe que Smarty es el mejor tirador de la fuerza policial.
- Janet Marshall (Janet) - Una detective especial de VCPD recién instalada en el escuadrón de investigaciones especiales de Virtua Cop (aunque es la única mujer policía en el escuadrón), Janet lucha por su compañera fallecida.

Normalmente, el jugador 1 siempre controla a Rage, pero un código de truco en la versión de Saturn permite que el jugador 1 juegue como Smarty o Janet.

## Trama
Michael "Rage" Hardy y James "Smarty" Cools cerraron el imperio criminal de E.V.I.L Inc. Tres de sus líderes, King, Boss y Kong están todos en el corral federal de máxima seguridad. El último, cuarto miembro de la pandilla de E.V.I.L Inc., el terrorista internacional Joe Fang, se cree que murió en un accidente de helicóptero, aunque su cuerpo nunca fue encontrado. Después de la caída de E.V.I.L Inc., se inició una investigación exhaustiva de su mercado negro y sus actividades de manejo de armas en el banco de la ciudad de Virtua. Mientras tanto, la Unidad de Investigaciones Especiales de la Policía de la Ciudad de Virtua consiguió un nuevo miembro en forma de Janet Marshall, una experta en perfiles de psicología criminal.
El vicepresidente del Virtua City Bank es asesinado en circunstancias sombrías que solo se consideran oficialmente accidentales. Y las cuentas hinchadas de la ahora desaparecida E.V.I.L Syndicate, que había sido sospechoso de lavar, se vacían de la noche a la mañana. Los fondos faltantes ascienden a más que el PNB de la mayoría de los países pequeños.
Mientras tanto, en el otro lado de la ciudad, hay un atrevido ataque a la luz de los joyeros más grandes del estado. Y en el sitio de la nueva construcción del metro, ha habido una cantidad inusual de actividad inexplicable que involucra algún material de aspecto muy sospechoso.

## Desarrollo
Cuando se le preguntó acerca de los planes de Sega AM2 para Virtua Cop 2 en una entrevista de febrero de 1995, el gerente de AM2, Fumio Kurokawa, dijo: "No estamos seguros de si habrá un VC2. Sin embargo, dado que el VC original funcionó bien en las salas de juego, estamos sin duda pensando en algo para seguir".
La versión de Saturn se demostró en la Electronic Entertainment Expo de mayo de 1996, momento en el que solo el primer nivel estaba en un estado jugable. El desarrollo se desaceleró porque los recursos de AM2 se priorizaron para las versiones de Saturn de Fighting Vipers y Virtua Fighter Kids.
El juego se incluyó más tarde con Virtua Cop en Japón y Europa en la PlayStation 2 como Virtua Cop: Elite Edition (Virtua Cop Rebirth en Japón) el 25 de agosto de 2002 y el 29 de noviembre de 2002, respectivamente.

## Recepción
Al revisar la versión arcade, un crítico de Next Generation comentó que "la acción, los enemigos, la variación de niveles y fondos, y la diversión están mejorados con respecto a Virtua Cop 1, y en todos los lugares correctos, que ningún otro tirador láser se acerca a eso en este momento". Especialmente elogió la alta velocidad de fotogramas, el diseño de niveles, la necesidad de apuntar hábil y la forma en que el juego se desarrolla de manera tal que los combates de tiroteos intensos con "multitudes de terroristas" se rompen por breves pausas para dar al jugador un respiro.
Al igual que con la versión original de Virtua Cop, la versión Saturn de Virtua Cop 2 recibió críticas positivas por su juego divertido y una traducción detallada de la versión arcade, mientras que fue criticado por carecer de longevidad para un juego de consola en casa. Sin embargo, algunos críticos, en lugar de quejarse de la longevidad, señalaron que si bien toma aproximadamente la misma cantidad de tiempo para completar un juego a través del original, el juego es mucho más largo que el primer Virtua Cop cuando se toman en cuenta todos los diferentes ramas de nivel.
Las revisiones generalmente calificaron al juego como una mejora considerable con respecto al original ya impresionante, debido a sus entornos más interactivos y su mayor intensidad, especialmente en las escenas de persecución. Un crítico de Next Generation explicó: "Llevando el juego un paso más cerca de la sensación de una película de acción de gran presupuesto, Virtua Cop 2 parece tener más 'movimiento' ... Ya sea que persigue un automóvil blindado mientras escoge a los chicos malos que cuelgan por la ventana, o esquivando las balas en un tren subterráneo a alta velocidad, este juego está a punto de ser descrito como un viaje en una montaña rusa por parte de un crítico de cine pirateado en el Medio Oeste e incluso más cerca de ser descrito como un "filo de su thriller de asientos" por este crítico en la costa Oeste." Air Hendrix de GamePro tuvo una respuesta algo más moderada, argumentando que aún se puede memorizar rápidamente el juego, haciendo que las repeticiones se vuelvan cada vez más rutinarias. Concluyó: "Para los fanáticos de las pistolas de luz, el VC2 es una compra sólida. De lo contrario, su diversión efímera pero frenética lo convierte en un excelente alquiler de Saturn".
Los cuatro revisores de Electronic Gaming Monthly tuvieron reacciones similares, mientras que Rich Leadbetter de Sega Saturn Magazine argumentó que incluso el Virtua Cop más corto tiene mucha más longevidad de la que se suele reconocer, ya que tanto ella como la secuela tienen numerosos modos y enfoques que pueden proporcionar a los jugadores nuevos desafíos en jugadas repetidas. Tom Ham escribió en GameSpot: "Si bien el primer Virtua Cop estableció un nuevo estándar para los tiradores de armas ligeras, Sega y el equipo de AM2 han brindado una increíble secuela que lleva el concepto a un nivel completamente nuevo".
Electronic Gaming Monthly nombró a la versión de Saturn como un subcampeón para el Juego del Año Shooter (detrás de Alien Trilogy).

## EventoGamesMaster Challenge
En 1997, el ex Games World Videator y el futuro periodista de videojuegos Martin Mathers aparecieron en el programa de televisión británico Games Games y participaron en un desafío para completar una etapa en dos gabinetes Virtua Cop 2 al mismo tiempo. Mathers finalmente falló el desafío después de disparar a un espectador y perder una vida. Este desafío se puede ver en el DVD de GamesMaster que se entregó en el décimo aniversario de la revista GamesMaster en 2003.